# Верхня Абхазія

Верхня Абха́зія (абх. Аҧсны хыхьтəи, груз. ზემი აფხაზეთი [земо апхазе́ті]) — офіційна грузинська назва Кодорської ущелини.
Була перейменована на Верхню Абхазію 27 вересня 2006 року указом президента Грузії Михайла Саакашвілі, що був підписаний тимчасовій столиці Верхньої Абхазії селищі Чхалта.
За словами Саакашвілі, з цього моменту всі іноземні дипломати, які беруть участь у процесі грузино-абхазького врегулювання й відвідують Тбілісі та Сухумі, повинні будуть відвідувати селище Чхалта, де на той час була тимчасово розташована адміністрація т. з. «уряду Абхазії у вигнанні».
За словами Михайла Саакашвілі, на території Абхазії тоді існували дві влади — легітимна та самопроголошена, але центральна влада одна й знаходиться в Тбілісі.
У серпні 2008 р. Верхню Абхазію окупували російсько-абхазькі війська, і її було приєднано до решти самопроголошеної Абхазії.